# چار ایلسا
چار ایلسا (به لاتین: Char Ilsa) یک روستا در بنگلادش است که در استان باریسال و در ناحیه باریسال واقع شده است.